# Primera División Profesional de Uruguay
O Campeonato Uruguaio de Futebol, oficialmente Liga Profesional de Primera División, e sendo mais conhecido como Campeonato Uruguayo, é a categoria mais alta do sistema de ligas do futebol uruguaio e é organizada pela Associação Uruguaia de Futebol. Começou a ser disputado no ano de 1900 e já teve 116 edições. É uma das ligas de futebol mais antigas do mundo. O atual campeão é o Liverpool Fútbol Club.
A liga uruguaia é considerada a 23ª do mundo no século XXI, de acordo com o ranking oficial da Federação Internacional de História e Estatística do Futebol (IFFHS), é uma das poucas ligas da América do Sul que não passou por quase nenhuma mudança ou interrupção ao longo de sua história. A mudança mais significativa foi a passagem de um formato de todos contra o todo em dois turnos, para uma temporada em dois torneios curtos (Torneio de Abertura e Torneio de Clausura), que, juntamente com a tabela acumulada (Tabela anual), dão o título do Campeonato Uruguaio desde a temporada de 1994. Foi fundada em 30 de março de 1900, e a partir da temporada 1932, o profissionalismo foi instalado.
Ao longo de sua história, quase sessenta clubes participaram da liga, sendo o Club Nacional de Football, a equipe com mais presença com 113. Um total de dez clubes foram campeões e a maioria das temporadas foram monopolizadas pelos dois grandes do futebol uruguaio: Nacional, que conquistou 47 títulos e o Peñarol, que obteve 51 títulos. As outras equipes que ganharam o Campeonato Uruguai foram: Montevideo Wanderers, Defensor Sporting, Danubio e River Plate com 4 títulos. Já o Rampla Juniors, Bella Vista, Central Español, Progreso e Liverpool, com 1 título.
Peñarol e Nacional dominam o Campeonato Uruguaio, cujo embate é conhecido "Clásico del fútbol uruguayo" ou "Superclásico", competição que tem ainda Defensor e Danubio como clubes que conquistaram títulos relevantes já na Era Profissional,  Defensor e Danubio que protagonizam o "Clásico de los Medianos".

## História

### Começos e nascimento do AUF (1880-1900)
O futebol foi introduzido pelos imigrantes ingleses na década de 1880, mais precisamente na capital Montevidéu. O primeiro jogo de futebol conhecido no Uruguai foi jogado em 1881 entre os clubes Montevideo Rowing Club (fundado em 1874) e o Montevideo Cricket Club (fundado em 1861).
A primeira equipe uruguaia dedicada exclusivamente à prática de futebol foi o Albion Football Club, que foi fundado em 1 de junho de 1891. Em 30 de março de 1900, a Associação Uruguai da Foot-ball League, a atual Associação Uruguaia de Futebol, foi fundada para organizar o futebol no país e seus campeonatos. Esta associação é responsável pela organização do Campeonato Uruguaio de Futebol.

### Início do Campeonato Uruguai de Futebol (1900-1920)
A primeira edição do Campeonato Uruguaio de Futebol organizado pela Associação Uruguaia de Futebol foi em 1900, o mesmo ano em que a associação nasceu. Nesse primeiro torneio, apenas quatro equipes competiram: CURCC, Albion, Uruguai Athletic e Deutscher. Para a segunda edição, foi adicionado o Nacional, uma equipe de negros que surgiu em resposta aos clubes ingleses.
Desde os primeiros anos, o torneio foi dominado pelo CURCC e pele Nacional, que desenvolveram uma grande rivalidade, dando origem ao primeiro clássico do futebol uruguaio. Em 1913, o CURCC disputou seu último campeonato, dando o lugar para o torneio de 1914 ao Peñarol Athletic Club.

### Cisma do futebol uruguaio (1922-1925)
Em 1921, o Peñarol, que venceu o campeonato uruguaio, queria jogar a Copa Aldao com o Racing, campeão da Associação Amadora Argentina, em vez de enfrentar o Huracán, que foi o vencedor da Associação Argentina de Futebol. O artigo 7 do estatuto não permitiu às instituições afiliadas a entidade disputar jogos contra os clubes da Associação Amadora Argentina.
Em setembro de 1922, alguns dias antes da seleção uruguaia viajar para o Brasil para jogar a Copa América, o Peñarol exigiu que a equipe uruguaia não enfrentasse a Argentina, que era defendida por jogadores participantes da AFA. O clube ameaçou que se o AUF mantivesse sua posição, não mandaria seus jogadores para o torneio. Finalmente, a AUF manteve sua posiçã, e foi disputar a Copa América sem jogadores do Peñarol.
Em outubro de 1922, tanto o Peñarol quanto o Central solicitaram autorização para jogar um amistoso contra a Racing e o Independiente, mas foi negado por César Batlle Pacheco, que na época era o presidente da AUF. O Peñarol e o Central insistiram e ameaçaram deixar o Campeonato Uruguaio se não tivessem permissão para jogar os jogos.
Em 12 de novembro de 1922, Peñarol e Central violaram o Artigo 7 do Estatuto da AUF e atravessam o Rio de la Plata para enfrentar os times de Avellaneda, Racing e Independiente respectivamente. No mesmo dia, após os jogos, uma assembléia extraordinária de clubes foi presidida pelo Dr. José María Reyes Lerena. Foi decidido desfiliar o Peñarol e o Central por dezesseis votos contra um.
No dia 22 de novembro do mesmo ano, na sede do Peñarol, os clubes desfavorecidos fundaram a Federação Uruguaia de Futebol, que organizará seus próprios campeonatos de forma paralela aos da AUF. Em 1923, a Federação Uruguaia da Futebol organizou o Campeonato Uruguaio de Suficiência, no qual participaram 32 clubes. No primeiro ano, o Campeão foi o Atlético Wanderers (equipe alternativa do Montevidéu Wanderers que competiu nesse torneio) e Peñarol ficou em segundo.
Dos doze clubes que jogaram o campeonato da AUF em 1922, todos, exceto os desfiliados, permaneceram na Associação para o próximo campeonato. Os lugares deixados por Peñarol e Central foram ocupados por Bella Vista e Fénix. Charley, Lito e Wanderers apresentaram equipes alternativas para competir em ambos os campeonatos.

### A Reunificação (1925-1927)
Em 1925, através do Prêmio Serrato, o governo uruguaio interveio para reconstruir a situação e interrompeu os torneios que estavam em andamento. Na época, o campeonato da AUF estava sendo liderado por Nacional, que foi proclamado "primeiro e invicto", mas não "campeão".
Em 1926, o Conselho Provisório do Futebol Nacional, estabeleceu a disputa de um Torneio Provisório para formar a lista de clubes que participariam do Campeonato Uruguaio de 1927. Participaram desse torneio, os clubes que faziam a Primeira Divisão da Associação Uruguaia de Futebol no momento da separação, estabelecendo que todos eles continuariam a fazer parte da Primeira Divisão para o Campeonato Uruguaio de 1927. A Série B foi composta pelos restantes clubes da Primeira Divisão que estavam na AUF e as equipes que estavam na Primeira Divisão da FUF. Os dez melhores times da Série B se qualificariam para o campeonato de 1927 para completar as 20 equipes, juntamente com as dez equipes já qualificadas da Serie A.
O campeonato uruguaio de 1927 marcou um evento histórico no futebol uruguaio, com a participação de vinte equipes, sendo o torneio com o maior número de participantes da história. Este campeonato foi conquistado pela Rampla Juniors, depois de vencer em 25 dos 38 jogos disputados.

### Quinquenio de Nacional (1939-1943)
Entre 1939 e 1943, O Nacional alcançou o grande feito de ganhar 5 campeonatos consecutivos. Os jogadores do Nacional naquela época formaram uma das melhores equipes de sua história; O elenco era formado por: Aníbal Paz, Rodolfo Pini, Arrazcaeta, Viana, Eugenio Galvalisi, Schubert Gambetta, Luis Ernesto Castro, Aníbal Ciocca, Atilio García, Roberto Porta, Bibiano Zapirain, José Farini, Luis Volpi, Cabrera, Héctor Romero, Rodríguez Candales, Di Mateo, Luz, Fernández, Ballesteros, Ricardo Faccio, Arispe, Arturo De León e Hernández.
No campeonato de 1939 começou o Quinquenio. O Nacional e o Peñarol terminaram empatados em primeiro e foi necessário disputar uma final para decidir que seria o campeão. O jogo foi jogado em 28 de abril de 1940 e terminou com a vitória do Nacional por 3-2, com gols de Arispe, Volpi e Atilio García. O treinador da equipe nesse campeonato foi o ex-jogador, Hector "Manco" Castro.
No campeonato de 1940, o Nacional ficou 10 pontos acima do segundo lugar, Juniors Rampla. Em 8 de dezembro daquele ano, os campeões venceram o Penarol por 5-1 em uma partida que ficou para história porque Atilio García marcou 4 gols, com a particularidade de que todos eles os marcaram de cabeça.
O campeonato de 1941, foi uma conquista histórica para o Nacional pois ele foi campeão invicto: vinte jogos e vinte vitórias. Em 14 de dezembro, o último dia do torneio, o Nacional ganhou do Penarol por 6-0 no Estádio Centenário. Os gols foram feitos por Zapirain, Atilio duas vezes, Fabrini, Luis Ernesto Castro e Porta. Além desta vitória histórica, o Nacional alcançou outros excelentes resultados: Bella Vista (3-2 e 3-1), Defender (6-0 e 4-1), América do Sul (3-2 e 4-2), Liverpool ( 6-0 e 4-2), Rampla Juniors (6-1 e 4-1) e Racing Club (4-0 e 4-0) e terminou a temporada marcando 79 gols.
Nos campeonatos de 1942 e 1943, o Nacional seria coroado campeão novamente, com diferença de 3 e 5 pontos respectivamente para o Peñarol. O quinquênio seria ganho em 21 de novembro de 1943, com triunfo sobre os aurinegros por 3-1, com golos marcados por Porta (duas vezes) e Atilio Garcia.

### Primeiro Quinquenio do Oro de Peñarol (1958-1962)
O primeiro quinquénio alcançado pelos aurinegros foi de 1958 a 1962. Neste Quinquenio vários jogadores se destacaram, entre eles Alberto Spencer, um dos melhores jogadores da história do clube.
No campeonato de 1958, o Peñarol começou com uma derrota contra o Rampla Juniors por 2-1, mas se recuperou no próximo jogo contra o Liverpool ganhando por 3-1. No clássico contra o Nacional, o jogo terminou em um empate sem gols. O Peñarol terminou o campeonato com 24 pontos, como resultado de 10 vitórias, 4 empates e 4 derrotas, uma das vitórias contra a Nacional por 2 a 1.
No campeonato de 1959, Nacional e Peñarol ficaram empatados na primeira posição, com 26 pontos, então eles tiveram que jogar um desempate. No entanto, esta final não pode ser jogada até o ano seguinte (1960), porque a agenda da seleção uruguaia alterou o curso do torneio. Finalmente, a final foi disputada em 20 de março de 1960 e ficou conhecida pela polêmica Spencer-Linazza, devido ao Peñarol incluiu esses jogadores que não participaram do campeonato regular. O aurinegro disse que pelo jogo ter sido jogado em 1960, eles tiveram a possibilidade de contratar novos jogadores, enquanto o Nacional disse que o jogo pertenceu à temporada de 1959 e que tinham que ser os jogadores dessa temporada. Apesar da controvérsia, o Peñarol colocou esses jogadores em campo e ganhou 2-0, com gols de Luis Cubilla e Carlos Linazza.
No campeonato de 1960, o Peñarol voltou a ser campeão, embora tenha que voltar a jogar outro desempate. Neste caso, ocorreu a peculiaridade de que quem empatou em pontos (28 pontos), não foi o Nacional como nos outros anos e sim o Cerro. A final foi realizada no dia 18 de dezembro, no Estádio Centenário lotado, com aproximadamente 60 mil espectadores. Peñarol ganhou o jogo por 3-1 com dois gols de Jupiter Crescio e um de Alberto Spencer.
O Peñarol também ganhou os campeonatos de 1961 e 1962 com duas campanhas quase perfeitas, completando o quinquênio. Em 1961, o Peñarol ganhou dezessete de dezoito jogos, totalizando 30 pontos, 3 mais do que o Nacional. Em 1962, o Peñarol ganhou dezesseis jogos, empatou um e perdeu um, incluindo duas vitórias contra o Nacional (4-1 no primeiro turno e 2-0 no segundo turno).

### O primeiro "pequeno" campeão da era profissional
Ao longo dos anos, no Uruguai começaram a chamar Nacional e Peñarol de "grandes" devido ao grande número de títulos consecutivos que ganharam, especialmente quando a Conmebol criou um novo torneio internacional: a Copa Libertadores da América. Os grandes tiveram a honra de ganhar este torneio em várias ocasiões, enquanto os outros clubes do país eram chamados de "pequenos" por causa da grande diferença de títulos e vitórias que eles tinham em comparação com os chamados grandes.
No campeonato de 1976, o Defensor Sporting (naquela época chamado Club Atlético Defensor) tornou-se campeão uruguaio pela primeira vez, sendo o primeiro time que não o Nacional e o Peñarol a se tornarem campeão durante a era profissional. Embora outros clubes chamados de "pequenos" já tenham conquistado o Campeonato Uruguai antes, esse fato é considerado histórico ao romper uma série de 44 edições em que Nacional e Peñarol alternaram os campeonatos. O Defensor ganhou o campeonato com 32 pontos, um ponto a mais do que o Peñarol, que foi o vice-campeão.

### A fase mais competitivo (1984-1991)
A década dos anos 80 e o início dos anos 90 foi a fase mais competitivo do campeonato uruguaio. Durante este período, as consagrações de Nacional e Peñarol tornaram-se mais distantes, alternando com outras equipes que começaram a se revelarem no futebol uruguaio. Entre 1987 e 1991, foi desenvolvido o que se chamava de "Quinquenio dos pequenos", pois foi o período em que nenhum dos grandes foi campeão.
No Campeonato Uruguaio de 1984, ocorreu um evento particular. O Central Español, uma equipe que não estava acostumada a lutar pelo campeonato, surpreendeu a todos e ganhou o campeonato da Segunda Divisão em 1983 e no ano seguinte foi o Campeão da Primeira Divisão, este feito é um recorde no futebol uruguaio.
Em 1987, o Defensor Sporting voltou a ser campeão, sendo a primeira equipe a fazer isso durante a era profissional, sem ser Nacional ou Peñarol. 
No campeonato de 1988, o Danubio foi campeão pela primeira vez em sua história. 
No Campeonato 1989, o Progreso surpreendeu e foi campeão. Este torneio foi um campeonato especial, porque pela primeira vez aconteceu que por três vezes consecutivas, uma equipe pequena foi coroada campeã. 
No campeonato de 1990, o Club Atlético Bella Vista é coroada campeã.
Finalmente, em 1991, o Defensor Sporting é campeão uruguaio pela terceira vez, as três durante a era profissional, encerrando assim o chamado "Quinquenio dos Pequenos".
Também tem que se destacar os vices-campeonatos do Montevidéu Wanderers nos campeonatos de 1980 e 1985 e do Danubio em 1983. Embora neste período as pequenas equipes foram as que mais atraíram a atenção, as duas grandes equipes também ganharam títulos. O Peñarol ganhou quatro campeonatos: 1981, 1982, 1985 e 1986, enquanto o Nacional ganhou dois títulos: 1980 e 1983.

### Segundo Quinquenio de Oro do Peñarol (1993-1997)
Em meados de 1990, o conselho de administração do Peñarol decidiu contratar o treinador argentino Cesar Luis Menotti, com o objetivo de recuperar o título de campeão uruguaio, que Peñarol não ganhava desde 1986. Naquela ocasião, o clube não realizou uma boa campanha, ficando em terceiro a 8 pontos do campeão, Bella Vista. Em 1991, a Associação Uruguaia de Futebol determinou a suspensão do Campeonato Uruguai0, até que todas as instituições afiliadas à associação tenham aceitado uma série de medidas para prevenir e prevenir atos de violência.
O campeonato de 1992 foi conquistado pelo Nacional, O Peñarol trocou o comando técnico de Menotti por Gregorio Pérez no ano seguinte. Na equipe, um dos ídolos seria contratado, Pablo Bengoechea, além das contratações de Marcelo Otero do Rampla Juniors, Darío Silva do Defensor Sporting, Mario Saralegui e Nelson Gutiérrez.
O Peñarol venceu o torneio com 36 pontos, dois mais do que Defensor Sporting e sete mais que o Nacional, quarto no torneio. Ele ganhou dezesseis jogos, teve quatro empates e quatro derrotas. Em ambos os clássicos do campeonato, o Peñarol venceu o Nacional, 1-0 e 3-1.
No campeonato de 1994, a Associação Uruguaia de Futebol decidiu mudar o sistema de disputa, de todos contra todos, para dividir o torneio em dois torneios curtos denominados "Torneo Apertura" e "Torneo Clausura". O primeiro foi jogado na primeira metade do ano e o segundo na segunda metade do ano, e os vencedores desses torneios jogaram uma final para decidir o campeão (mantendo sempre o sistema de um único campeão). 
O Defensor Sporting foi o primeiro time a vencer um dos torneios curtos, conquistando o Torneio Apertura com 17 pontos. O Torneio Clausura foi conquistado por Peñarol com 20 pontos, três mais que o Nacional. Nas finais, Peñarol e Defensor Sporting empataram o primeiro jogo e tiveram que jogar um segundo jogo, que também terminou empatado, ambos os jogos 1-1. Na terceira partida, o Peñarol derrotou o Defensor Sporting por 2-1 e foi campeão pela terceira vez consecutiva.
Nos campeonatos de 1995 e 1996, a fórmula foi quase a mesma. Em 1995, Peñarol e Liverpool empataram no topo do Torneio Apertura com 25 pontos e tiveram que jogar um jogo de desempate e que foi conquistada pelo Peñarol por 2-0. No Torneio Clausura, um desempate teve que ser novamente jogado e dessa vez foi conquistado pela Nacional. Nas finais, o Peñarol venceu o primeiro jogo (1-0) e o Nacional o segundo (2-1), então teve que ter um terceiro jogo. Nesse jogo, o Peñarol prevaleceu e venceu por 3-1. 
Em 1996, o Peñarol voltou a ganhar o Torneio Apertura com 23 pontos. O Torneio Clausura foi novamente conquistado pelo Nacional. Nas finais, o Peñarol foi campeão depois de ganhar o primeiro jogo por 1-0 e empatar o segundo por 1-1.

### Nacional quebra sua série ruim
Com a ajuda de Hugo de León, que foi contratado para ser o novo treinador, o Nacional Football Club conseguiu vencer, no campeonato de 1998, os Torneios Abertura e Clausura na mesma temporada, sendo o primeiro a alcançar tal feito. No Torneio Apertura, foi o primeiro com 27 pontos e no Torneio Clausura, ganhou com 23 pontos. O Nacional também ganhou os dois clássicos da temporada. No torneio Apertura, por 2-0 e Clausura por 4-2.

### Início do século XXI e edição número 100°
No início do século atual, o AUF implementou dois torneios além do Apertura e do Clausura, que se caracterizaram por diferenças entre as equipes de Montevidéu e o interior do país, no entanto, eles duraram muito pouco tempo. O Torneio de qualificação foi um torneio que foi jogado no primeiro semestre do ano e classificava para jogar os torneios Apertura e Clausura no segundo semestre do ano (sem arrastar os pontos alcançados no Qualificatório). Nela, eles foram divididos em três grupos, dois deles de equipes de Montevidéu e o grupo restante de equipes do interior, e classificaram as 10 primeiras equipes da tabela geral para os torneios Apertura e Clausura. Paralelamente à abertura e Clausura, a Zona Permanente foi disputada, que agrupou os restantes 8 equipes da tabela geral do Torneio de qualificação (que levaram os pontos que obtiveram no torneio), em que as duas piores equipes de Montevidéu foram para baixo. e a pior equipe do interior. O Torneio de qualificação foi vencido por Peñarol em 2001 e 2002 e Danubio em 2004.
As primeiras três edições do campeonato foram conquistadas pelo Nacional Football Club, depois de ganhar os torneios Apertura 2000, Clausura 2001 (foi quarto na tabela de classificação geral) e Apertura 2002 (foi o segundo na tabela geral do Qualifier), então de derrotar o Peñarol em 2000 (campeão do Clausura 2000) e Danubio em 2001 e 2002 (campeão da abertura de 2001 e Clausura 2002, e anteriormente segundo e quarto no Qualifier, respectivamente).
No campeonato de 2003, o Club Atlético Peñarol tornou-se campeão depois de vencer o Torneio Clausura e derrotar o Nacional por 1-0.
O Campeonato Uruguaio de 2004 não foi apenas outro torneio. Em primeiro lugar, foi a 100ª do torneio. O vencedor do torneio foi o Danubio, que venceu a final contra o Nacional. O Danúbio chegou à final com uma vantagem esportiva, tendo ganho o Torneio de Qualificação e o Clausura, enquanto Nacional venceu o Apertura. Na final o Danubiu ganhou por 1 -0 com o gol da vitória sendo feito por Diego Perrone nos acréscimos. Por outro lado, foi o último torneio uruguaio que foi jogado no "ano civil". A AUF tomou a decisão de fazer uma transição do futebol uruguaio para o estilo da temporada européia, pelo que o Campeonato Uruguai de 2005 durou apenas um semestre, esse campeonato foi conquistado pelo Nacional. No segundo semestre de 2005, a temporada 2005-06 começaria, adaptada ao calendário europeu.

### Rocha: Primeiro campeão do interior
O campeonato de 2005-06 foi a primeira vez que uma equipe do interior do país foi campeã de um torneio oficial de futebol uruguaio. A equipe em questão é o Rocha Fútbol Club, da cidade de Rocha. Os Rochenses terminaram o Torneio Apertura com 33 pontos, dois mais que o Nacional. Durante o desenvolvimento do Apertura, uma das partidas mais memoráveis do futebol uruguaio ocorreu entre Peñarol e Danubio. A equipe do Danubiu bateu o Peñarol no Estádio Centenario por 7 a 2, sendo uma das maiores derrotas que o Club Atlético Peñarol teve em sua história e uma das maiores vitórias do Danubio Fútbol Club em sua história.
O Nacional acabou se tornando campeão do Torneio Clausura (com 38 pontos).

### Danúbio repete o feito
O Danubio, dirigido por Gustavo Matosas, repetiu o que foi alcançado pelo Nacional em 1998, quando se consagrou campeão uruguaio (apenas 3 anos depois de ganhar o título em 2004) na temporada 2006-07, conquistando os Torneios Apertura e Clausura e obtendo três títulos ao longo da temporada.
Ao longo do campeonato, o Danubio lutou pelo título principalmente com o Peñarol, clube com o qual ele teve que enfrentar na última rodada, além de um desempate para o primeiro lugar no Clausura. No Torneio Apertura, o Peñarol chegou com 33 pontos para a última rodada, dois pontos à frente do Danubio, que teve apenas um ponto nas duas rodadas anteriores. Embora o Peñarol tenha começado ganhando, o Danubio reagiu e venceu por 4-1, sendo campeão com 34 pontos.
O Danúbio tinha uma ótima equipe na época, com jogadores de renome como: Edinson Cavani, Carlos Grossmüller, Jadson Viera, Raúl Ferro, Jorge Anchén, Luciano Barbosa, Miguel Ximénez e Juan Salgueiro. No entanto, quase metade dos jogadores importantes da equipe deixaram o clube. No final do torneio Clausura, Danubio e Peñarol terminaram empatados com 32 pontos, então eles tiveram que jogar um jogo de desempate, que o Danubio venceu nos pênaltis

### Quarta consagração violeta
O Defensor Sporting ganhou seu quarto campeonato uruguaio em 2007-08. O clube violeta mostrou um excelente nível, com jogadores como Diego de Souza, Pablo Gaglianone, Martin Silva, Tabaré Viudez e Sebastián Fernández. O Defensor Sporting venceu o Torneio Apertura com 35 pontos, 4 pontos a mais do que o Danubio. No Clausura, o Peñarol foi campeão.
Outra equipe de destaque foi o Club Atlético River Plate, dirigido por Juan Ramón Carrasco. O River Plate também tinha uma equipe muito boa, com jogadores como Richard Porta, Jonathan Urretaviscaya, Jorge Rodriguez, Bruno Montelongo, Robert Flores e Henry Giménez. A imprensa local chamou sua proposta de futebol de tiki tiki ou a equipe de playstation.
Já nas finais do campeonato, o Defensor Sporting venceu Peñarol no primeiro jogo por 2-1 com golss de Andrés Lamas e Pablo Gaglianone, enquanto Matías Aguirregaray marcou para a equipe aurinegra. Na segunda partida ocorrou um empate em 0-0, resultando no título do Defensor Sporting.

### O Fim Mais Longo
No campeonato de 2008-09, a final mais longa de um Campeonato Uruguaio ocorreu desde que o sistema do Torneio de Abertura e Clausura foi implementado. O campeonato foi disputado entre o Nacional (vencedor do Apertura) e o Defensor (vencedor do Clausura).
O caminho do título do Nacional no Abertura de 2008 foi bastante difícil. A equipe teve que jogar no Central Park contra o Villa Española, mas o árbitro Líber Prudente suspendeu a partida porque o Nacional entrou no campo um minuto atrasado. Devido a isso, o Nacional foi punido com cinco jogos sem mando de campo. Depois de vários dias nos tribunais da AUF, finalmente o jogo foi jogado no Estádio Centenário, após 94 dias de muitas negociações, terminando com vitória para o Nacional. Depois de vencer o Peñarol no clássico por 1-0, o torneio foi suspenso depois de um confronto maciço entre torcedores do Nacional e Danubio, em que o Nacional recebeu uma penalidade de três pontos para a temporada seguinte. O Nacional teve que esperar até fevereiro de 2009 para jogar a rodada final do Torneio Apertura (Terminou com vitória sobre o Centro Español). 
No entanto, ele teve que jogar um desempate contra o Danubio, com quem compartilhou a liderança do campeonato. A partida foi realizada em 15 de fevereiro de 2009 e o Nacional ganhou por 2-1 com gols de Álvaro Fernández e Santiago García.
Por sua vez, o Defensor Sporting ganhou o Torneio Clausura que também teve suas complicações. O Nacional, depois de obter o benefício de jogar a final, mostrou desinteresse no Torneio Clausura para se concentrar na Copa Libertadores de 2009, um torneio no qual alcançou a semifinal. No entanto, o Defensor Sporting, que também foi qualificado para a Copa Libertadores, decidiu enfrentar a dupla competição com força total. Este torneio teve 15 participantes, porque o Villa Española desceu para a terceira divisão depois de não poder pagar as dívidas que tinha com à Associação de Futebol Uruguaia. O Defensor Sporting ganhou o título na última rodada, quando bateu o Juventud por 2-1.
Nas finais, O primeiro jogo foi amarrado e terminou 1-1, o segundo jogo terminou com o mesmo resultado. Até que no terceiro jogo, o Nacional ganhou por 3-0 e se sagrou Campeão Uruguaio.

## Troféu
A Associação Uruguaia de Futebol entrega o Troféu Uruguai da Primeira Divisão, chamado Aníbal Z. Falco. Por sua vez, a partir do campeonato de 2016, quem receber o título irá carregar o "emblema do campeão uruguaio", que consiste em um logotipo comemorativo de cor prateada. É usado na parte frontal da camisa, na área do tórax.
Dentro do emblema, uma imagem da "Copa Aníbal Z. Falco" é exibida, o troféu máximo que o AUF dá para recompensar o Campeão Uruguai, que o guardará até o final do próximo Campeonato. Dentro do escudo, lê "Campeão uruguaio" e a abreviatura do AUF.
Além disso, o campeão uruguaio recebe a Copa Coca-Cola, troféu concedido pela empresa patrocinadora do torneio. Para a temporada 2016, a multinacional renovou o copo para dar um visual mais moderno. O troféu foi feito com materiais reciclados e tem banheiros em ouro e prata. A base do copo é de bronze sólido, e no final de toda a sua preparação recebeu um banho de níquel, um banho de ouro 24 quilates e parte dos logotipos da Coca-Cola, um banho de prata. O troféu pesa aproximadamente cinco quilos.

## Formato
O campeonato era jogado, desde 2005–06, usando o sistema europeu, começando no segundo semestre do ano e terminando no primeiro semestre do ano seguinte. A partir de 2017, passou a ser disputado dentro de um único ano, começando em fevereiro e terminando em dezembro. Dezesseis equipes jogam em três torneios dentro do ano: o Apertura, o Intermedio, e o Clausura. 

## Detalhes dos torneios e definição do campeão
Apertura: disputado em turno único, com mando de campo sorteado (15 jogos para cada time). O campeão é quem somar mais pontos. Em caso de dois times empatarem em número de pontos na 1a posição, disputam um jogo extra entre si, com prorrogação e pênaltis, para definir o campeão;
Intermedio: os 16 times são divididos em 2 grupos de 8 times. No grupo 1, os times das posições ímpares da tabela final do Torneio Apertura; no grupo 2, os times das posições pares. Jogos em turno único dentro do grupo, com mando sorteado (7 jogos para cada). Os primeiros de cada grupo se enfrentam em uma final, em campo neutro, com prorrogação e pênaltis;
Clausura: idêntico ao Apertura, porém com mandos de campo invertidos.
Concluídos os 3 torneios, temos os seguintes classificados: 
1. O campeão do Apertura conquista vaga para a semifinal do Campeonato Uruguaio;
2. O campeão do Intermedio conquista vaga para a Copa Sulamericana;
3. O campeão do Clausura conquista a outra vaga para a semifinal;
4. Tabela Anual: o time que somar mais pontos na tabela anual (soma da pontuação dos 3 torneios), conquista vaga direta para a final do Campeonato Uruguaio, e espera o vencedor da semifinal (entre os campeões do apertura e clausura).

A semifinal é disputada em jogo único, com prorrogação e pênaltis. 
A final é disputada em dois jogos, vencendo quem somar mais pontos nestes jogos. Em caso de empate em pontos, vence quem tiver melhor saldo nos 2 jogos. Se o saldo também for igual, disputa-se prorrogação e pênaltis.
Se o mesmo time vence o Apertura, o Clausura e a Tabela Anual, é automaticamente campeão.
Se o mesmo time vence o Apertura e o Clausura (conquista as duas vagas para a semifinal), e um outro time vence a Tabela Anual (e vai direto para a final), é naturalmente dispensada a semifinal e se disputa diretamente a final.
Se um time vence a Tabela Anual (garante vaga para a final) e o Apertura OU o Clausura (garante uma vaga para a semifinal), e outro time vence o outro torneio (Apertura ou Clausura), a semifinal será disputada entre estes dois times. Se nesta semifinal vencer o time que venceu a Tabela Anual e já está na final, este já se sagra campeão, pois estaria se classificando para jogar a final contra ele mesmo. Se na semifinal vencer o time que ainda não tinha vaga na final, este passa também para a final, e o mesmo confronto da semifinal se repete, porém em dois jogos. 
Havendo final, o campeão e vice saem deste jogo. Se um time for campeão antes de haver uma final, em uma das possibilidades já descritas, o vice será o segundo colocado na Tabela Anual. Ambos garantem vaga para a fase de grupos da Copa Libertadores.
Jogos extras (i.e. jogo de desempate para definir o campeão do Apertura ou do Clausura) não contam para a Tabela Anual.
A última edição (2019) ocorreu da seguinte forma:
1. Peñarol venceu o Torneio Apertura;
2. Liverpool venceu o Intermedio;
3. Nacional venceu o Clausura;
4. Nacional venceu a Tabela Anual;

Semifinal: Peñarol 0 x 1 Nacional
Nacional campeão, sem a necessidade de que seja jogada uma final.
Nacional e Peñarol classificados para a fase de grupos da Libertadores 2020, e Cerro Largo e Progreso, para a Pré-Libertadores.
Liverpool classificado para a Copa Sulamericana.

## Equipes participantes em 2023
| Clube                | Fundação | Local                 | Estádio                      | Capacidade | Temporadas na 1ª | Ligas | Copas | Treinador          | Patrocinador  | 2018 |
| -------------------- | -------- | --------------------- | ---------------------------- | ---------- | ---------------- | ----- | ----- | ------------------ | ------------- | ---- |
| Boston River         | 1939     | Montevideo            | Estadio José Nasazzi         | 5.002      | 2                | -     | -     | Alejandro Apud     | Joma          | 14.° |
| Cerro                | 1922     | Montevideo            | Estadio Luis Tróccoli        | 25.000     | 69               | -     | -     | Fernando Correa    | Luanvi        | 9.°  |
| Cerro Largo          | 2002     | Melo                  | Arquitecto Antonio Ubilla    | 7.000      | 5                | -     | -     | Danielo Núñez      | Danielo Núñez |      |
| Danubio              | 1932     | Montevideo            | María Mincheff de Lazaroff   | 18.000     | 65               | 4     | 2     | Pablo Peirano      | Luanvi        | 10.° |
| Defensor Sporting    | 1913     | Montevideo            | Luis Franzini                | 16.000     | 88               | 4     | 3     | Eduardo Acevedo    | Umbro         | 6.°  |
| Fénix                | 1916     | Montevideo            | Parque Capurro               | 5.500      | 33               | -     | -     | Nathaniel Revetria | Mgr Sport     | 12.° |
| Juventud             | 1935     | Las Piedras           | Estadio Parque Artigas       | 9.000      | 12               | -     | -     | Pablo Marini       | Starbade      | 11.° |
| Liverpool            | 1915     | Montevideo            | Belvedere                    | 8.384      | 74               | -     | -     | Paulo Pezzolano    | Joma          | 5.°  |
| Montevideo Wanderers | 1902     | Montevideo            | Estádio Parque Alfredo Viera | 14.000     | 98               | 3     | 10    | Eduardo Espinel    | Umbro         | 3.°  |
| Nacional             | 1899     | Montevideo            | Gran Parque Central          | 26.500     | 113              | 46    | 54    | Alexander Medina   | Umbro         | 2.°  |
| Peñarol              | 1891     | Montevideo            | Campeón del Siglo            | 40.005     | 112              | 49    | 43    | Leonardo Ramos     | Puma          | 1.°  |
| Plaza Colonia        | 1917     | Colônia do Sacramento | Prof. Alberto Suppici        | 12.000     | 9                | -     | -     | Matias Rosa        | Mgr Sport     |      |
| Progreso             | 1917     | Montevideo            | Abraham Paladino             | 5.400      | 21               | 1     | 1     | Marcelo Méndez     | Mgr Sport     | 7.°  |
| Racing               | 1919     | Montevideo            | Parque Osvaldo Roberto       | 8.500      | 48               | -     | -     | Rodrigo López      | Mgr Sport     | 4.°  |
| Rampla Juniors       | 1914     | Montevideo            | Olímpico                     | 6.000      | 68               | 1     | 4     | Luis López         | Marathon      | 8.°  |
| River Plate          | 1932     | Montevideo            | Parque Federico Saroldi      | 5.165      | 66               | -     | 2     | Pablo Tiscornia    | Mgr Sport     | 13.° |

## Campeões
O Campeonato Uruguaio começou a ser disputado em 1900. Até 1931 foi disputado de forma amadora, sendo profissionalizado em 1932. Apenas 10 clubes foram campeões uruguaios desde sua criação até a 112ª edição, encerrada em 2016.

## Artilharia era profissional
[carece de fontes?]

### Maiores artilheiros
| AUF - Campeonato Uruguayo |                        |                               |      |           |
| Pos                       | Jogador                | Clube                         | Gols | Período   |
| 1                         | Fernando Morena        | River Plate/Peñarol           | 230  | 1969-1984 |
| 2                         | Atilio García          | Nacional                      | 208  | 1938-1950 |
| 3                         | Héctor Scarone         | Nacional                      | 163  | 1916-1934 |
| 4                         | Pablo Terevinto        | Peñarol                       | 124  | 1920-1931 |
| 5                         | Alberto Spencer        | Peñarol                       | 113  | 1960-1970 |
| 6                         | René Borjas            | Nacional/Montevideo Wanderers | 109  | 1920-1931 |
| 7                         | Óscar Míguez           | Peñarol                       | 107  | 1948-1960 |
| 7                         | Héctor Castro          | LitoNacional                  | 107  | 1921-1936 |
| 9                         | Pedro Petrone          | Nacional/Charley              | 103  | 1923-1933 |
| 10                        | Juan Peregrino Anselmo | Peñarol                       | 102  | 1922-1935 |